# 结构改革
结构改革（義大利語：riforme di struttura），又称构造改革（日语：構造改革），是前意大利共产党总书记帕尔米罗·陶里亚蒂在第二次世界大战结束后提出的关于和平过渡社会主义的理论。
1956年12月，意共召开第八次代表大会，陶里亚蒂正式系统地提出“结构改革”的理论和路线。他指出：结构改革是意大利共产党争取实现的一个积极目标，而这个目标在当前的政治斗争条件下是可以实现的。“结构改革”的基本内容是：主张不诉诸使用暴力打碎旧的国家机器，通过议会斗争和群众斗争相结合的途径，争取群众大多数的支持，逐步改变国家内部社会力量的对比，使工人阶级及其同盟者进入国家领导机构，建立“新型民主制”，实现工人阶级的领导；主张在宪法规定的范围内使经济关键部门有计划、有步骤地实行国有化，使经济管理部门民主化、经济规划化，实行土地改革，实现耕者有其田和技术进步。通过国家的税收和财政改革，达到限制和打击大垄断资本和大庄园主，为向社会主义过渡准备条件。
意共和陶里亚蒂认为，“结构改革”本身并不是社会主义，它只是为向社会主义前进开辟道路。在结构改革过程中，当反对派使用暴力时，无产阶级也要用暴力来对付。“要实现社会主义的完全结构改革，从而解决我国社会内部的根本矛盾，只有在工人阶级及其盟友夺得了政权后才能达到。”“结构改革”不仅是意共的基本路线，也为当时西欧一些国家的共产党所接受。“结构改革”也是1970年代兴起的“欧洲共产主义”的理论来源之一。
“结构改革”理论于1950年代被日本共产党的佐藤昇介绍到日本，并逐渐传播开来。日本共产党和日本社会党部分党员以及一些新左翼党派（如统一共产同盟）接受了该理论，产生了一定社会影响。